# Leabourn
Leabourn er et navn der oprindeligt stammer fra England. Mange folk over hele verden er dog stadig navngivet med dette navn, fordi der er så mange engelsktalende lande. Det er dog brugt mest i England, men det er et særdeles sjældent efternavn.
| Slægtsnavne | Spire Denne artikel om et slægtsnavn er en spire som bør udbygges. Du er velkommen til at hjælpe Wikipedia ved at udvide den. |